# Печорский 92-й пехотный полк
92-й пехо́тный Печо́рский полк — пехотная воинская часть Русской императорской армии.

## Формирование и кампании полка

### 1-й морской полк
1-й морской полк сформирован в Кронштадте 29 апреля 1803 г., в составе трёх батальонов, из 1, 2 и 7-го морских батальонов Балтийской гребной флотилии.
10 сентября 1805 г. четыре роты полка, находясь на эскадре адмирала Сенявина, отплыли из Кронштадта в Средиземное море и, прибыв 18 января 1806 г. в Корфу, приняли участие в военных действиях против французов. 10 ноября 1806 г. роты эти были переведены во 2-й морской полк, а вместо них к 1-му морскому полку были причислены роты 2-го морского полка, находившиеся в Кронштадте.
Во время Отечественной войны полк занимал караул в Санкт-Петербурге и только 3 декабря 1812 г. был назначен в армию графа Витгенштейна. После перехода через Неман полк принял участие в Заграничных походах и находился при осаде Данцига и затем был расположен в герцогстве Варшавском. 17 марта 1813 г. полк был изъят из морского ведомства и причислен к сухопутным войскам. Во время польского мятежа 1831 г. полк участвовал в сражениях при Грохове, Ендржееве и Остроленке.
28 января 1833 г. 1-й морской полк был расформирован, причём 1-й и 3-й батальоны поступили в Невский пехотный полк, а 2-й батальон в Калужский пехотный полк.

### 3-й морской полк
3-й морской полк сформирован в Ревеле 29 апреля 1803 г., в составе трёх батальонов, из 4, 5 и 6-го морских батальонов Балтийской гребной флотилии.
В 1805 г. 1-й и 2-й батальоны в составе десантного корпуса генерал-лейтенанта графа Толстого совершили морской поход в Померанию на судах эскадры адмирала Спиридова. 25 августа 1808 г. 2-й батальон, находясь в эскадре Игнатьева, отплыл в Средиземное море и был переведён 10 ноября 1806 г. во 2-й морской полк, а вместо него к полку причислен батальон 2-го морского полка, оставашийся в распоряжении Спиридова.
Во время шведской войны 1808—1809 гг. части полка находились на судах эскадры Ханыкова и участвовали 14 августа 1808 г. в геройском бою линейного корабля «Всеволод» с двумя английскими кораблями.
В 1812—1814 гг. полк занимал караул в Санкт-Петербурге и 17 марта 1813 г. был изъят из морского ведомства и причислен к сухопутным войскам. 4 марта 1819 г. 2-й батальон был назначен в округ военных поселений и занял квартиры в Спасской волости Новгородской губернии.
При усмирении Польского мятежа 1831 г. полк участвовал в сражениях при Вавре, Грохове и Минске. 14 мая 1831 г. у Остроленки полк, перейдя на правый берег р. Нарева, отбил 5 стремительных атак польских улан, причём потерял своего командира, полковника Сафонова. При штурме Варшавы полк, находясь во главе штурмующей колонны Лидерса, атаковал 25 августа предместье Волю и был награждён 6 декабря 1831 г. Георгиевскими знамёнами с надписью «За взятие приступом Варшавы 25 и 26 августа 1831 г.». Во время штурма был смертельно ранен командир полка подполковник Шлотгауэр.
28 января 1833 г. 3-й морской полк был упразднён, причём 1-й батальон его поступил в Невский пехотный полк, а 2-й и 3-й батальоны — в Калужский пехотный полк.

### Окончательное формирование полка
6 апреля 1863 г. из 4-го батальона Калужского пехотного полка и бессрочно-отпускных был сформирован 2-батальонный Калужский резервный пехотный полк, названный 13 августа 1863 г. Печорским пехотным полком и приведённый в состав трёх батальонов с тремя стрелковыми ротами. При сформировании Печорского полка ему были переданы из Калужского полка старшинство 1-го и 3-го морских полков с 29 апреля 1803 г. и их знаки отличия. 25 марта 1864 г. к наименованию полка был присоединён № 92. 7 апр. 1879 г. сформирован 4-й батальон. 29 апреля 1903 г., в день столетнего юбилея, полку пожаловано новое Георгиевское знамя с Александровской юбилейной лентой, причём к старой надписи присоединено «1803—1903».
Полковой праздник — 9 мая.
Участие в Первой мировой войне
В ходе боев 28 - 29 августа 1915 г. трофеями полка стали 8 германских пулеметов.

## Знаки отличия полка
1. Георгиевское знамя с надписью: «За взятие приступом Варшавы 25 и 26 августа 1831 г.» и «1803—1903», с Александровской лентой
2. Гренадерский бой. Пожалован 1-му и 3-му морским полкам при сформировании их в 1803 г.
3. Знаки на головные уборы с надписью «За отличие».

## Командиры полка

### 1-й морской полк
- 21.09.1803 — 21.03.1804 — полковник Неверовский, Дмитрий Петрович
- 20.03.1805 — 20.12.1806 — полковник Палибин, Пётр Игнатьевич
- 15.01.1807 — 22.01.1810 — полковник Пейкер, Александр Эммануилович
- 21.04.1810 — 05.10.1811 — подполковник (с 23.06.1811 — полковник) Криштафович, Егор Константинович
- 26.10.1811 — 22.06.1815 — подполковник Рашет, Эммануэль Яковлевич
- 22.06.1815 — 09.01.1816 — полковник Попов, Александр Прокофьевич
- 09.01.1816 — 19.03.1820 — полковник Рашет, Эммануэль Яковлевич
- 28.03.1820 — 24.04.1820 — полковник Кромин, Павел Евграфович
- 24.04.1820 — 18.10.1821 — подполковник Врангель
- 18.10.1821 — 29.03.1825 — подполковник (с 16.05.1823 — полковник) Веймарн, Пётр Фёдорович
- 28.05.1825 — ? — полковник фон Вольский, Фёдор Васильевич

### 3-й морской полк
- 21.12.1803 — 09.11.1807 — подполковник (с 14.09.1803 полковник) Гамен, Алексей Юрьевич
- 29.10.1811 — 30.08.1816 — подполковник (с 09.11.1811 полковник) Шевнин, Нил Иванович
- 30.08.1816 — 21.08.1818 — подполковник (с 04.10.1817 полковник) Новиков, Павел Иванович
- 21.08.1818 — 16.09.1826 — полковник Бурмейстер, Адольф Христофорович
- 16.09.1826 — 14.05.1831 — полковник Сафонов, Никифор Яковлевич
- 14.05.1831 — 10.06.1831 — майор Сухинов, Симон Иванович (временно)
- 10.06.1831 — 25.08.1831 — полковник Шлотгауэр, Яков Фёдорович
- 25.08.1831 — 21.09.1831 — майор Ошеметков, Алексей Николаевич (временно)
- 21.09.1831 — 11.12.1831 — подполковник Розенфельдт, Викентий Антонович
- 11.12.1831 — 24.05.1833 — подполковник Мелихов, Иван Максимович

### Печорский полк
- 21.04.1863 — 30.08.1873 — полковник Коноплянский, Юлий Яковлевич
- 30.08.1873 — 08.11.1885 — полковник Ден, Александр Иванович
- 08.11.1885 — 09.08.1890 — флигель-адъютант, полковник Дометти, Платон Александрович
- 22.08.1890 — 24.11.1894 — флигель-адъютант, полковник Павловский, Николай Акимович
- 29.12.1894 — 13.03.1900 — полковник (с 12.03.1900 генерал-майор) Кашерининов, Владимир Михайлович
- 29.03.1900 — 23.01.1904 — полковник Самгин, Павел Митрофанович
- 01.06.1904 — 12.05.1907 — полковник Любарский,Константин Андреевич
- 12.05.1907 — 04.06.1909 — полковник Данилов, Антон Васильевич
- 08.06.1909 — 28.06.1910 — флигель-адъютант, полковник Гольтгоер, Константин Александрович
- 04.07.1910 — 19.01.1913 — полковник Пфейфер, Дмитрий Николаевич
- 08.02.1913 — 24.10.1914 — полковник Посохов, Андрей Андреевич
- 06.11.1914 — 02.11.1915 — полковник фон Тимрот, Готгард Готгардович
- 03.11.1915 — 18.11.1916 — полковник Генштаба Вандам, Алексей Ефимович
- 20.11.1916 — 09.01.1917 — полковник Лебедев, Феофан Николаевич
- 25.12.1916 — 27.05.1917 — полковник Щепетов, Николай Евсеевич
- 03.08.1917 — 12.1917 — полковник Эверт, Георгий Аполлонович

## Шефы полка

### 1-й морской полк
- 16.05.1803 — 29.10.1811 — генерал-майор Ширков, Павел Семёнович
- 30.10.1811 — 22.06.1815 — полковник Попов, Александр Прокофьевич

### 3-й морской полк
- 16.05.1803 — 09.03.1804 — генерал-майор Гинкуль, Алексей Степанович
- 21.03.1804 — 09.11.1807 — генерал-майор Неверовский, Дмитрий Петрович
- 09.11.1807 — 01.09.1814 — полковник (с 01.11.1811 генерал-майор) Гамен, Алексей Юрьевич